# Toppenish
Toppenish (kiejtése: tɒppənɪʃ) az Amerikai Egyesült Államok északnyugati részén, Washington állam Yakima megyéjében, a Yakama rezervátumban elhelyezkedő város. A 2010. évi népszámlálási adatok alapján 8949 lakosa van.

## Történet
Az 1887-es Dawes Act felszámolta az indián rezervátumok tradicionális törzsi közigazgatását, és lehetővé tette az egyes telkek kiárusítását. Josephine Bowser Lillie 320 0000 négyzetméteres területéből 160 000 négyzetmétert ajánlott fel a majdani település számára; ma „Toppenish anyjaként” ismerik.
A helység neve a sahaptin nyelvű „Tẋápniš” kifejezésből ered, amely a White Swan melletti földcsuszamlásra utal. Willam Bright gyűjtése alapján a „txá” jelentése „véletlen”, míg a „pni” jelentése „indulás”.
A Johnny Barnes által alapított Toppenish 1907. április 29-én kapott városi rangot.

## Éghajlat
| Hónap                         | Jan.  | Feb.  | Már.  | Ápr. | Máj. | Jún. | Júl. | Aug. | Szep. | Okt.  | Nov.  | Dec.  | Év    |
| ----------------------------- | ----- | ----- | ----- | ---- | ---- | ---- | ---- | ---- | ----- | ----- | ----- | ----- | ----- |
| Rekord max. hőmérséklet (°C)  | 20,0  | 22,2  | 30,0  | 34,4 | 38,9 | 40,0 | 43,3 | 40,6 | 38,3  | 31,7  | 23,9  | 20,0  | 43,3  |
| Átlagos max. hőmérséklet (°C) | 4,4   | 8,9   | 14,4  | 18,3 | 23,3 | 27,2 | 31,7 | 31,7 | 26,7  | 18,9  | 10,0  | 2,8   | 18,2  |
| Átlagos min. hőmérséklet (°C) | −3,9  | −2,8  | 0,6   | 3,9  | 8,3  | 11,7 | 15,0 | 13,9 | 8,9   | 2,8   | −1,7  | −5,0  | 4,4   |
| Rekord min. hőmérséklet (°C)  | −30,0 | −29,4 | −14,4 | −7,8 | −3,3 | 0,6  | 2,2  | 1,7  | −5,0  | −11,1 | −22,8 | −32,8 | −32,8 |
| Átl. csapadékmennyiség (mm)   | 26    | 18    | 15    | 14   | 19   | 17   | 7    | 7    | 9     | 14    | 28    | 36    | 210   |
| Forrás: The Weather Channel   |       |       |       |      |      |      |      |      |       |       |       |       |       |

## Népesség
A 2010-es népszámláláskor a városnak 8949 lakója, 2237 háztartása és 1900 családja volt. A népsűrűség 1618,3 fő/km2. A lakóegységek száma 2334, sűrűségük 421,4 db/km2. A lakosok 33,8%-a fehér, 0,7%-a afroamerikai, 8%-a indián, 0,3%-a ázsiai, 0,1%-a a Csendes-óceáni szigetekről származik, 52,6%-a egyéb, 4,5%-a pedig kettő vagy több etnikumú. A spanyol vagy latino származásúak aránya 82,6% (   )
A háztartások 62,8%-ában élt 18 évnél fiatalabb. 55,8% házas, 19% egyedülálló nő, 10,1% egyedülálló férfi, 15,1% pedig nem család. 11,3% egyedül élt; 5,5%-uk 65 éves vagy idősebb. Egy háztartásban átlagosan 3,96 személy élt; a családok átlagmérete 4,22 fő.
A medián életkor 24,3 év volt. A város lakóinak 37,5%-a 18 évesnél fiatalabb, 13,7% 18 és 24 év közötti, 25%-uk 25 és 44 év közötti, 17,2%-uk 45 és 64 év közötti, 6,7%-uk pedig 65 éves vagy idősebb. A lakosok 51,3%-a férfi, 48,7%-a pedig nő.

## Nevezetes személyek
- A. B. Quintanilla, zenész[14]
- Westley Allan Dodd, sorozatgyilkos[15]

## Fordítás
Ez a szócikk részben vagy egészben  a   Toppenish, Washington című angol Wikipédia-szócikk ezen változatának fordításán alapul.  Az eredeti cikk szerkesztőit annak laptörténete sorolja fel. Ez a jelzés csupán a megfogalmazás eredetét és a szerzői jogokat jelzi, nem szolgál a cikkben szereplő információk forrásmegjelöléseként.